# Damaraite
La damaraite è un minerale.